# Allium longifolium
Allium longifolium là một loài thực vật có hoa trong họ Amaryllidaceae. Loài này được (Kunth) Spreng. mô tả khoa học đầu tiên năm 1825.